# Bardylis mea
Bardylis mea is een vliesvleugelig insect uit de familie Aphelinidae. De wetenschappelijke naam is voor het eerst geldig gepubliceerd in 1934 door Girault.